# Moure (Felgueiras)
Moure ist ein Ort und eine ehemalige Gemeinde (Freguesia) im portugiesischen Kreis Felgueiras. Die Gemeinde hatte 1321 Einwohner (Stand 30. Juni 2011).
Am 29. September 2013 wurden die Gemeinden Moure, Margaride (Santa Eulália), Várzea, Lagares und Varziela zur neuen Gemeinde União das Freguesias de Margaride (Santa Eulália), Várzea, Lagares, Varziela e Moure zusammengeschlossen.